# یه سو جونگ
یه سو جونگ (کره‌ای: 예수정؛ زادهٔ ۲۵ مارس ۱۹۵۵) بازیگر اهل کره جنوبی است. او به خاطر ایفای نقش در مجموعه‌های تلویزیونی مانند پادشاه اشک لی بانگ وون، پیوند: بخور، عشق بورز و بکش و از برامس خوشت میاد؟ شناخته می‌شود. او همچنین در فیلم‌های مه دریا، قطار بوسان و همراه با خدایان: دو جهان حضور پیدا کرده‌است او حرفهٔ خود را در سال ۱۹۷۹ در تئاتر زنی به نام تنهایی آغاز کرد. یه سو جونگ در تئاترهای سفر دراز روز در شب، هدیه گورگون، باغ آلبالوو مرگ فروشنده بازی کرده‌است.